# The Death Defying Unicorn
The Death Defying Unicorn - A Fanciful And Fairly Far-Out Musical Fable è il quindicesimo album in studio del gruppo musicale rock norvegese Motorpsycho. È stato pubblicato il 10 febbraio 2012. Alla registrazione e alla stesura dei brani ha contribuito Stale Storløkken, apprezzato musicista jazz norvegese, noto anche per i suoi lavori che sconfinano nella musica elettronica. Inoltre altri collaboratori in studio sono stati la Trondheim Jazz Orchestra e il violinista Ola Kvernberg.
L'album vede la band continuare ad addentrarsi sempre di più nella loro personale fusione di rock, jazz e rock progressivo.
Il formato del disco è quello di doppio cd o doppio vinile da 12 pollici per più di 80 minuti di musica. Distribuiscono le case discografiche Stickman Records e Rune Grammofon.

## Tracce

### Versione su doppio CD
Disc one:
1. Out of the Woods (Storløkken) – 2:40
2. The Hollow Lands (Sæther) – 7:36
3. Through the Veil (parts I & II) (Ryan/Sæther/Storløkken) – 16:01
4. Doldrums (Storløkken) – 3:06
5. Into the Gyre (Ryan/Sæther) – 10:22
6. Flotsam (Storløkken) – 1:33

Disc two:
1. Oh, Proteus - A Prayer (Ryan/Sæther/Storløkken) – 7:35
2. Sculls in Limbo (Ryan) – 2:21
3. La Lethe (Storløkken/Sæther) – 7:53
4. Oh, Proteus - A Lament (Ryan/Sæther/Storløkken) – 1:04
5. Sharks (Ryan/Sæther/Storløkken) – 7:56
6. Mutiny! (Ryan/Sæther) – 8:33
7. Into the Mystic (Sæther) – 7:04

### Versione su disco
Lato A
1. Out of the Woods
2. The Hollow Lands
3. Through the Veil, Part I

Lato B
1. Through the Veil, Part II
2. Doldrums
3. Into the Gyre
4. Flotsam

Lato C
1. Oh, Proteus - A Prayer
2. Sculls in Limbo
3. La Lethe
4. Oh, Proteus - A Lament

Lato D
1. Sharks
2. Mutiny!
3. Into the Mystic

## Formazione
Motorpsycho
- Bent Sæther - basso, voce
- Hans Magnus Ryan - chitarra, voce
- Kenneth Kapstad - batteria
- Ståle Storløkken - tastiere

Altri musicisti
- Trondheim Jazz Orchestra - orchestra
- Ola Kvernberg - violino
- Kåre C. Vestrheim - Mellotron e effetti sonori vari
- Hanna Paulsberg - sassofono

Altro
- Arrangiamenti curati da Motorpsycho e Ståle Storløkken
- Testi di Bent Sæther
- Parti orchestrali arrangiate da Ståle Storløkken
- Prodotto da Kåre Chr. Vestrheim e Bent Sæther